# مارکو ولفلی
مارکو ولفلی (انگلیسی: Marco Wölfli؛ زادهٔ ۲۲ اوت ۱۹۸۲) یک بازیکن فوتبال اهل سوئیس است.
وی همچنین در تیم ملی فوتبال سوئیس بازی کرده‌است.